# Західна Панама
Західна Панама (ісп. Panamá Oeste) — одна з десяти провінцій Панами. Адміністративний центр — місто Ла-Чоррера.

## Географія
Площа провінції становить 2 786 км². Розташована в центральній частині країни. Межує з провінціями Панама (на північному сході), Колон (на півночі), Кокле (на заході). На півдні омивається водами Тихого океану.
Найвища точка у провінції — гора Серро-Тринідад (1300 м).

## Історія
Провінцію Західна Панама створено 1 січня 2014 року шляхом виділення з провінції Панама її західної частини.

## Адміністративний поділ
Західна Панама розділена на п'ять дистриктів та 59 корреґіменто.
| № | Дистрикти провінції | Корреґіменти | Адміністративний центр |
| - | ------------------- | --- | ---------------------- |
| 1 | Аррайхан            | Аррайхан, Бурунґа, Серро-Сільвестре, Хуан Демосфенес Аросемена, Нуево-Аррайхан, Нуево-Емперадор, Сан-Вісент-де-Біку, Сант-Клара, Веракрус, Віста-Алеґре                                                            | Аррайхан               |
| 2 | Капіра              | Капіра, Кайміто, Кампана, Чермено, Кірі-де-Лос-Сотос, Кірі-Ґранде, Ель-Какао, Ла-Тринідад, Лас-Оллас-Арріба, Лідісе, Санта-Роза, Вілла-Кармен, Вілла-Росаріо                                                       | Капіра                 |
| 3 | Чаме                | Чаме, Bejuco, Буенос-Айрес, Кабуя, Чика, Ель-Лібано, Лас-Лаяс, Нуево-Ґорґона, Пунта-Чаме, Сахалісес, Сора | Чаме                   |
| 4 | Ла-Чоррера          | Ла-Чоррера, Барріо-Бальбоа, Барріо-Колон, Амадор, Аросемена, Ель-Арадо, Ель-Коко, Феуіллет, Ґваделупе, Еррега, Уртадо, Ітурралде, Ла-Репреса, Лос-Діас, Мендоза, Обальдіа, Плайя-Леона, Пуерто-Кайміто, Санта-Ріта | Ла-Чоррера             |
| 5 | Сан-Карлос          | Сан-Карлос, Ель-Еспіно, Ель-Іґо, Ґуяабіто, Ла-Ерміта, Ла-Лаґуна, Лас-Увас, Лос-Лланітос, Сан-Хосе | Сан-Карлос             |

## Населення
Станом на 2016 рік населення провінції — 464 038 осіб.

## Економіка
Сільське господарство, тваринництво, рибальство і туризм є найважливішими видами діяльності в провінції. 